# Aster (automóviles)
Para el fabricante de automóviles francés Aster de 1900-1910, consúltese Ateliers de Construction Mecanique l'Aster
El Aster fue un automóvil inglés fabricado entre 1922 y 1930. Las raíces de la compañía se remontan a 1899, cuando la Begbie Manufacturing de Wembley, situada en el norte de Londres, se convirtió en la licenciataria británica de la compañía francesa Aster (Ateliers de Construction Mecanique l'Aster), que fabricaba principalmente motores estacionarios. En 1913 pasó a ser Aster Engineering Co (1913) Ltd y durante la Primera Guerra Mundial fabricaron motores para aviones. 

## Modelos

### 18/50, 20/55, 21/60
Los primeros coches Aster se fabricaron en 1922, con el lujoso 18/50, que tenía un motor de seis cilindros y 2618 cc con válvulas en cabeza, que impulsaba las ruedas traseras a través de una caja de cambios de cuatro velocidades. El chasis con una batalla de 126 pulgadas (3,20 m) disponía de resortes semielípticos en la parte delantera y de resortes en voladizo en la parte trasera, con frenos en las cuatro ruedas como opción. El automóvil costaba 850 libras en 1923 y se fabricaron alrededor de 50 unidades, antes de que en 1924 el motor se ampliara a 2890 cc, aumentando su diámetro de 69,5 a 73 mm en el modelo 20/55. Uno de estos coches fue comprado por el duque de York. Se fabricaron otras 50 unidades del modelo más potente. En 1926, se amplió aún más el diámetro (hasta 75 mm), aunque la carrera se mantuvo en 115 mm, dando como resultado el motor de 3042 cc del modelo 21/60. 

### 24/70
El automóvil más grande fabricado por Aster sería el 24/70 de 1927, con una distancia entre ejes de 147 pulgadas (3,73 m), un pie más largo que el 21/60. El motor de 3042 cc se diseñó ampliando el diámetro (5 mm más, hasta alcanzar 80 mm) y disponiendo válvulas de camisa simples Burt-McCollum que también se instalaron en el motor 21/60 de ese año. El tope de la gama Landaulette (con un peso de 39 cwt; 1980 kg), costaba 1300 libras. Probablemente se construyeron unos 70.

## Fusión
En 1927, la compañía se fusionó con Arrol-Johnston, tras lo que la producción se trasladó a Dumfries, Escocia, y los coches pasaron a conocerse como Arrol-Aster. Las instalaciones de Wembley se mantuvieron como un almacén de servicio, que finalmente se vendió a Singer. El 21/60 y el 24/70 se mantuvieron en producción, y se combinaron con un motor de ocho cilindros en línea de 2760 cc y válvulas de camisa. Los modelos 23/70 y 17/50 con motor de seis cilindros, también estaban disponibles con un sobrealimentador Cozette. 

## Administración judicial
Los finales de la década de 1920 no fueron un buen momento para los fabricantes de automóviles de lujo, y la compañía pasó a ser administrada judicialmente en 1929. La producción, muy limitada, continuó hasta 1931, cuando la fábrica finalmente cerró. 

## Aster francés
La compañía de automóviles francesa Aster con sede en Saint-Denis, París, operó entre 1900 y alrededor de 1912. Produjeron sus propios coches, además de motores y cajas de cambios para otros fabricantes. En 1904, el periódico parisino Le Petit Journal declaró que Aster monopolizaba la fabricación masiva de motores en Francia y tenía una "reputación universal" y un éxito demostrado por innumerables usuarios. En 1912 afirmaban abastecer a más de 130 marcas.
Un Aster de 12 caballos se exhibió en el Salón del Automóvil del Crystal Palace de 1903. La gama de automóviles Aster se vendió en Gran Bretaña entre 1905 y 1907. 